# به مادر (ئی‌پی)
| بررسی انتقادی               | بررسی انتقادی |
| منبع                        | رتبه‌بندی      |
| --------------------------- | ------------- |
| آل‌میوزیک                    | [ ۱ ]         |
| ان‌ام‌ئی                      | ۸/۱۰          |
| راهنمای آلبوم رولینگ استون  | [ ۳ ]         |
| رابرت کریستگاو              | [ ۴ ]         |
| راهنمای ضبط آلترناتیو اسپین | ۵/۱۰          |

به مادر (به انگلیسی: To Mother) نخستین ئی‌پی گروهٔ موسیقی پانک راک آمریکایی بیبز این توی‌لند می‌باشد که در ۱ ژوئیهٔ سال ۱۹۹۱ از سوی توئین/تن رکوردز منتشر گردید. این ئی‌پی حاوی ترانه‌های منتشر نشده از آلبوم قبلی آن‌ها تحت عنوان اسپنکینگ مشین می‌باشد و در سال ۱۹۹۰ توسط جان لودر در لندن تهیه‌شده‌است.